# Ekiga
Ekiga（イカイガ、発音: [i k ai g a]））はオープンソースのGNOMEデスクトップ環境向けのVoIP、ビデオ会議アプリケーションソフトウェア。Windows でも使用することができる。
Ekigaは、H.323とSIPの両プロトコルを利用する。
多くのオーディオ、ビデオコーデックをサポートし、他のSIP準拠ソフトとも相互運用性がある。以前はGnomeミーティングと呼ばれていた。
Ekigaは当初、Damien Sandrasによって、ルーヴァン・カトリック大学での修士論文のために作られた。
現在はDamien Sandras率いるコミュニティーによって開発がされている。

## 歴史
Ekigaのバージョン2.0は2006年3月13日にリリースされた。そして、GNOME 2.14に含まれた。